# Mario Camposeco
Mario Camposeco   (Quetzaltenango, 6 d'agost de 1921 - Quetzaltenango, 17 de juny de 1951) fou un futbolista guatemalenc de la dècada de 1940.
Pel que fa a clubs, destacà a América de Quetzaltenango i Xelajú. En partits puntuals reforçà el CSD Municipal. Fou internacional amb la selecció de Guatemala.
Va morir el 1951 en un accident aeri.

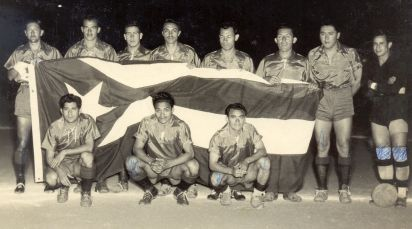
Camposeco (dempeus quart per l'esquerera) a Municipal el 1948.